# 安徒生博物館

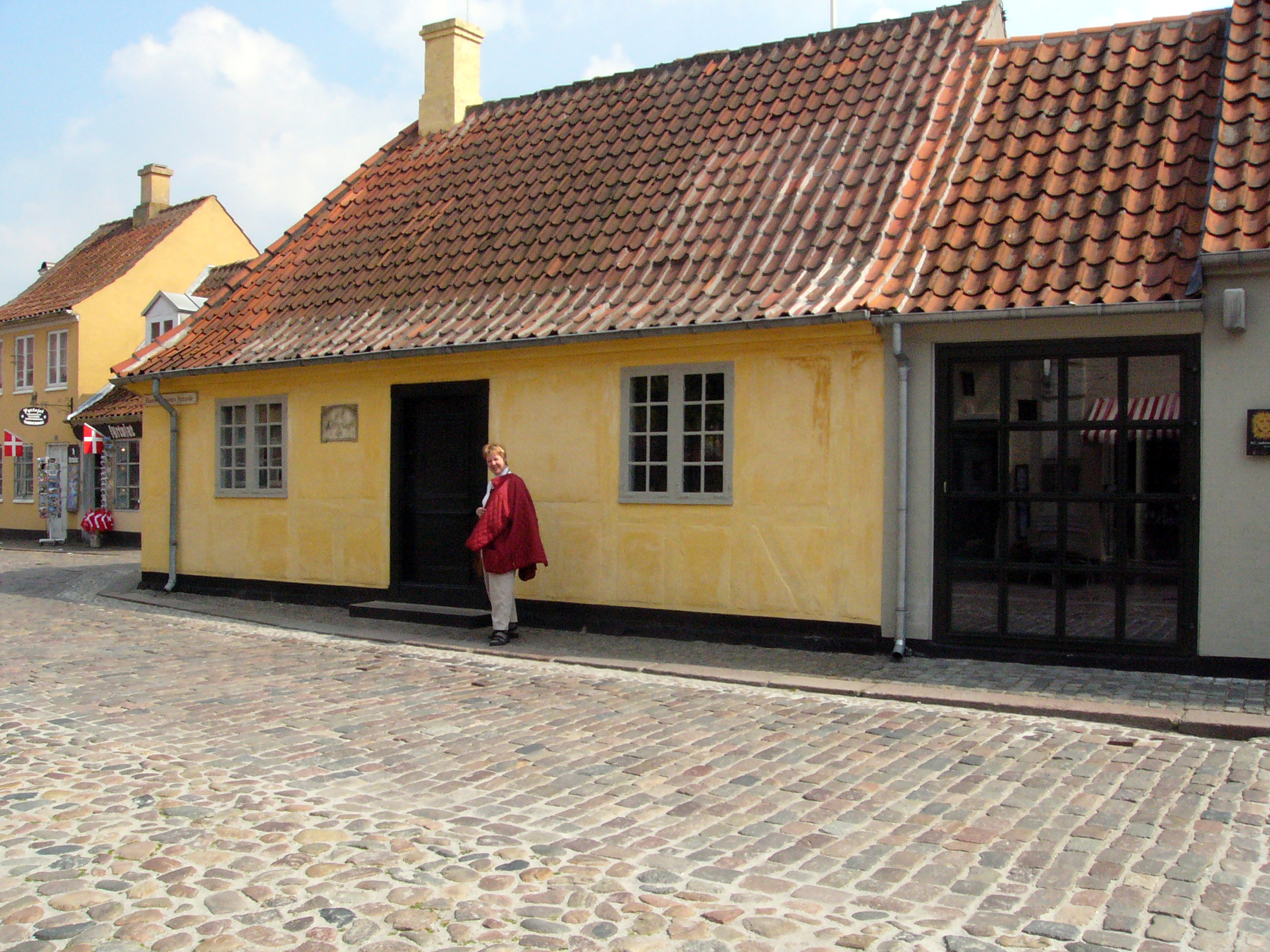

安徒生博物館（Hans Christian Andersen Museum）是位於丹麥城市歐登塞的一座博物館，紀念著名童話作家漢斯·克里斯蒂安·安徒生。安徒生博物館所在建築是安徒生出生的地方。1908年，這座建築被改為安徒生博物館。 現總佔地面積5600平方米。